# Chenachène
Chenachène (também escrita Chenachane) é uma vila na comuna de Tindouf, no distrito de Tindouf, província de Tindouf, Argélia.